# Luigi Scarabello
Luigi Scarabello (Albiano di Magra, 17 giugno 1916 – Nettuno, 2 luglio 2007) è stato un calciatore e allenatore di calcio italiano, di ruolo centrocampista.
In ambito cinematografico è noto anche con lo pseudonimo Sergio Landi.

## Biografia
Nel 1940 sposò l'attrice Lilia Silvi, all'epoca considerata la "Shirley Temple" italiana. Con lei rimarrà 67 anni, tutta la vita. Ebbero tre figli (due femmine e un maschio) e quattro nipoti.
Durante la Seconda guerra mondiale insieme alla moglie si rifugiò in una loro proprietà a Montabone, ove collaborò con le locali formazioni partigiane, nascondendo talvolta i combattenti.
Nel 1952, mentre era allenatore della Spezia, Scarabello inscenò, a scopo pubblicitario, il proprio rapimento, con la complicità della moglie e di due giornalisti, Fedeli e Palomba. L'ex calciatore scomparve dalla circolazione per tre giorni e fu poi "ritrovato" dai due compiici legato in una buca sulla collina di Montenero. La polizia smontò rapidamente la messinscena e l'ex calciatore ebbe una condanna per simulazione di reato.
È deceduto a Nettuno all'età di 91 anni. Al momento della scomparsa era il penultimo dei giocatori ancora in vita della nazionale italiana campioni alle Olimpiadi nel 1936 a Berlino (l'ultimo, Giuseppe Baldo, morì il 31 luglio 2007).

## Carriera

### Calciatore

#### Caratteristiche tecniche
Dotato di ottima tecnica e visione di gioco, era caratterizzato però dall'essere un po' leggero, cosa che lo svantaggiava sui campi pesanti e nel gioco duro.

#### Club
Ha militato per tre stagioni nello Spezia e per cinque nel Genova 1893, con cui vinse la Coppa Italia 1936-1937 giocando anche la finale contro la Roma.
Dopo la parentesi come attore tornò a giocare a calcio nella stagione 1946-1947 con i cadetti del Taranto, retrocedendo in terza serie.

#### Nazionale
Con la Nazionale italiana di calcio ha conquistato la medaglia d'oro ai Giochi Olimpici di Berlino del 1936. È l'unico calciatore italiano ad essere stato convocato in nazionale durante la militanza in un club di Serie C.

### Allenatore
Nel dopoguerra intraprese con scarsa fortuna la carriera di allenatore, ancora nello Spezia, di cui fu anche direttore tecnico nelle annate 1957-1959 e 1964-1969.

### Cinema
Scarabello partecipò nel 1941 anche a due film interpretati dalla moglie Lilia Silvi come attore ("Barbablù" e "Violette nei capelli"), e successivamente assistente regista in altri tre, con lo pseudonimo di Sergio Landi. La stessa Silvi però affermò in una intervista del 2012 che il marito non era particolarmente dotato per la recitazione.

## Statistiche

### Cronologia presenze e reti in nazionale
| Cronologia completa delle presenze e delle reti in nazionale ― Italia | Cronologia completa delle presenze e delle reti in nazionale ― Italia | Cronologia completa delle presenze e delle reti in nazionale ― Italia | Cronologia completa delle presenze e delle reti in nazionale ― Italia | Cronologia completa delle presenze e delle reti in nazionale ― Italia | Cronologia completa delle presenze e delle reti in nazionale ― Italia | Cronologia completa delle presenze e delle reti in nazionale ― Italia | Cronologia completa delle presenze e delle reti in nazionale ― Italia |
| Data                                                                  | Città                                                                 | In casa                                                               | Risultato                                                             | Ospiti                                                                | Competizione                                                          | Reti                                                                  | Note                                                                  |
| --------------------------------------------------------------------- | --------------------------------------------------------------------- | --------------------------------------------------------------------- | --------------------------------------------------------------------- | --------------------------------------------------------------------- | --------------------------------------------------------------------- | --------------------------------------------------------------------- | --------------------------------------------------------------------- |
| 3-8-1936                                                              | Berlino                                                               | Stati Uniti                                                           | 0 – 1                                                                 | Italia                                                                | Olimpiadi 1936 - Ottavi di finale                                     | -                                                                     |                                                                       |
| 26-11-1939                                                            | Berlino                                                               | Germania                                                              | 5 – 2                                                                 | Italia                                                                | Amichevole                                                            | -                                                                     |                                                                       |
| Totale                                                                |                                                                       | Presenze                                                              | 2                                                                     |                                                                       | Reti                                                                  | 0                                                                     |                                                                       |

## Palmarès

### Giocatore

#### Club
- Serie C: 1

Spezia: 1935-1936
- Coppa Italia: 1

Genova 1893: 1936-1937

#### Nazionale
- Oro olimpico: 1

Italia: Berlino 1936

### Allenatore
- Serie D: 1

Spezia: 1965-1966
- Coppa Ottorino Mattei: 1

Spezia: 1957-1958

## Filmografia

### Attore
- Barbablù (1941)
- Violette nei capelli (1942)